# 달 사냥꾼
《달 사냥꾼》(태국어: 14 ตุลา สงครามประชาชน →10월 14일의 인민 전쟁, 영어: The Moonhunter)은 반딧 리따꼰 감독의 2001년 영화이다. 제74회 아카데미상 외국어 영화상 부문에 입품되었으나 후보로 지명되지는 못했다.